# Michael Jaffe (Filmproduzent)
Michael Muir Jaffe (geboren am 9. Januar 1945) ist ein US-amerikanischer Fernseh- und Filmproduzent. Er hat mehr als 120 Abspänne produziert, wagte sich aber nur für die A&E-Fernsehserie A Nero Wolfe Mystery (2001–2002), die er „die Liebe meines Lebens“ nannte, an Drehbuch und Regie. Er begann das Geschäft mit seinem Vater, dem Produzenten und ehemaligen AFTRA-Anwalt Henry Jaffe (1907–1992). Seine Mutter war die Schauspielerin Jean Muir.
Er ist Gründungspartner von Jaffe/Braunstein Films, die 2007 zu Jaffe/Braunstein Entertainment wurde, als ITV eine Mehrheitsbeteiligung von 51 % an dem Unternehmen erwarb.
Jaffe hat einen BA vom Yankton College und einen MA in Theater von der Cornell University.